# Ренди Ортън
Рендъл Кейт „Ренди“ Ортън (роден на 1 април 1980) е професионален американски кечист и актьор, работещ за Световната федерация по кеч. Той е 10-кратен шампион на WWE и 4-кратен световен шампион в тежка категория което, го прави 14-кратен световен шампион, и е последният държал Световната титла в тежка категория (преди да я слеят с Tитлата на WWE).
Ортън е кечист от трето поколение, дядо му Боб Ортън Старши, баща му „Калбой“ Боб Ортън, чичо му Бари О са били професионални кечисти.
След като подписа с Световната Федерация по кеч, Ортън стана член на отбора Еволюция, което го поведе към Интерконтиненталната титла. Ортън също има прякора „Убиеца на Легенди“ по време на вражда, в която Ортън не уважаваше членовете на Залата на Славата. На възраст 24 Ортън стана най-младият световен шампион в тежка категория. С тази победа Еволюция се обърна срещу Ортън и започна вражда с бившите си съотборници. През 2006 Ортън се обединени с Острието в отбор под името Rated RKO. Заедно, Ортън и Острието спечелиха Световните отборни титли. След отбора по средата 2007 Ортън стана двукратен шампион на федерацията за една нощ. През 2008 Ортън създаде отбора Legacy заедно с Коуди Роудс и Тед Дибиаси младши. През 2010 Ортън се върна към самостоятелни предизвикателства, Ортън печели общо 14 титли в Световната федерация. Той е също победителят в „Кралското меле“ през 2009 и 2017. И е бил в главния мач на КечМания 25 и на КечМания 30.

## Световна федерация по кеч

### Еволюция и световен шампион в тежка категория (2002 – 2004)
Ортън дебютира срещу Хардкор Холий в „Разбиване“ на 25 април 2002. Скоро след като Ортън става фаворит на феновете и участва в няколко мача с Холий. През септември 2002 Ортън е преместен в „Първична сила“, където победи Стив Ричардс в дебюта си в шоуто. След няколко седмици Ортън получава травма на рамото.
След травмата си Ортън се присъедини към отбора „Еволюция“, който се състои от Рик Светкавицата, Трите Хикса и най-новият им член Дейв Батиста. Групата е в Първична Сила от 2003 до 2004, след Армагедон през 2003 всички титли в Първична Сила бяха в членовете на Еволюция. През 2003 г. Ортън прекарва твърде много време в това да помага на Трите Хикса да си запази Световната титла в тежка категория. Ортън се присъедини към Трите Хикса в мач между шестима в Клетка за Елиминации за Световната титла в тежка категория на Лятно Тръшване, той беше включен в мача, за да опази титлата на Трите Хикса, но е елиминиран от Голдбърг; отбора му  на свой ред  минава в атака и така помога на Трите Хикса да елиминира Голдбърг.
След това Ортън си измисли прякора Убиеца на Легенди, Той имаше няколко вражди с легендарни кечисти. С помощта на своя съотборник и ментор Рик Светкавицата, той победи Шон Майкълс на Непростимо в първия от много мачове Легенда срещу Убиец на Легенди. На 26 април 2004 г. Ортън се изплю в лицето на Харли Рейс.
По това време Ортън използва завършващата си хватка Ар Кей О. Скоро Ортън победи Роб Ван Дам за Интерконтиненталната титла на Армагедон на 14 декември 2003 г. С тази победа, Ортън започва най-дългото задържане на Интерконтиненталната титла от седем години, като задържа титлата за седем месеца.
Ортън продължи да се нарича Убиеца на Легенди и предизвиква бившия кечист, известен с неговите хардкор мачове Мик Фоли. Предложи на Ортън хардкор Легенда срещу Убиец на Легенди мач. На турнира Ответен Удар в мач до първа кръв Ортън победи Фоли. Два месеца по-късно на  турнира Лоша Кръв, Ортън победи Шелтън Бенджамин, за да си запази титлата.
През юли на турнира Отмъщение, Острието победи Ортън, за да спечели Интерконтиненталната титла. След като загуби Интерконтиненталната титла, Ортън спечели кралска битка за номер едно предендент за Световната титла в тежка категория. На Лятно Тръшване, Ортън победи Крис Беноа. Ортън стана най-младият кечист, който да е държал тази титла.
На следващата нощ след като Ортън успешно си запази титлата в реванш срещу Крис Беноа, Еволюция направиха фалшиво празненство.
Докато Ортън беше на раменете на Батиста, Трите Хикса му даде палец нагоре, а след това го обърна в палец надолу, което беше последвано от Батиста, който тръшна Ортън на земята. Трите Хикса нареди на Ортън да му даде титлата, но Ортън му се изплю в лицето и го удари с титлата. Ортън се раздели с Еволюция и отново стана фаворита на феновете, като продължи враждата си с бившите си съотборници. След месец Ортън си загуби титлата от Трите Хикса на турнира Непростимо. На Сървайвър, Ортън тушира Трите Хикса в 4 на 4 Сървайвър мач. Ортън получи още един шанс за титлата през януари 2005, но загуби в мач между шестима в мач Клетка за Елиминации на Революцията на Нова Година. На 10 януари Ортън победи Батиста, за да спечели мач за титлата на Кралски Грохот срещу Трите Хикса. На Кралски Грохот, Трите Хикса победи Ортън, за да си запази световната титла.

### Вражда с Гробаря и Категоризирано-Ар Кей О (2005 – 2007)
През февруари 2005, Ортън имаше връзка с Стеиси Киблър и връжда с Крисчън. На 28 февруари Били Грахам каза на Ортън да направи това, което никой кечист не е правил. Ортън показа списание на Разбиване с Гробаря на корицата, Ортън твърдеше, че ще победи непобедимата серия на Гробаря на КечМания. На 21 март Ортън отново стана лош, след като направи Ар Кей О на Стеиси Киблър. През седмиците до КечМания, Ортън стана по-безстрашен от Гробаря и го нападна. На КечМания 21, Ортън загуби от Гробаря.
На следващата нощ, Ортън се би срещу Батиста, който стана Световен шампион в тежка категория. По време на Жребия през 2005, Ортън имаше травма на рамото, но все пак беше преместен в Разбиване. След като Ортън се завърна, продължи връждата си с Гробаря и го победи на Лятно Тръшване. След два месеца Ортън и баща му Боб Ортън победиха Гробаря в Хандикап мач с Ковчег. На следващия месец Ортън участва в елиминационен мач Отбор Разбиване срещу Отбор Първична Сила, Ортън тушира Шон Майкълс за победата на Разбиване. На турнира Гробаря се завърна от горящ ковчег. Девет месечната вражда свърши на Армагедон, където Гробаря победи двамата Ортън.
След Армагедон, Ортън участва в мача Кралско Меле през 2006 и издържа до последните двама, докато не е елиминиран от Рей Мистерио. На Без Изход, Ортън победи Мистерио и спечели шанса му да се бие за Световната титла в тежка категория на КечМания 22. Главният мениджър Теди Лонг включи Мистерио обратно в мача за титлата на КечМания 22, така мача стана Тройна Заплаха между Ортън, Мистерио и шампиона Кърт Енгъл. На 2 април КечМания 22, Ортън беше туширан от Мистерио, така Мистерио стана Световния шампион в тежка категория.
На 6 април 2006, Ортън беше шестдесет дена извън ринга заради счупен глезен по време на мач с Кърт Енгъл. Когато Ортън се завърна, започна вражда с Енгъл, те се биха на Сбиване за Една Нощ и Отмъщение преди да започне вражда с Хълк Хоган. На Лятно Тръшване в мач Легенда срещу Убиец на Легенди, Хоган пообеди Ортън.
След като Де-Генерация Екс (ДиЕкс) (Трите Хикса и Шон Майкълс) отново се обединиха и костваха няколко мача на Острието за титлата на Федерацията, Острието поиска Ортън да му е съотборник. Ортън се съглъси и така сформираха отбора Категоризирано-Ар Кей О. Двамата станаха отборни шампиони. На Революцията на Нова Година, Категоризирано-Ар Кей О се би с ДиЕкс в мач за отборните титли, мача свърши без победител след като Трите Хикса получи травма. Категоризирано-Ар Кей О продължи враждата си с Шон Майкълс. Майкълс се съюзи с Джон Сина, за да победят Категоризирано-Ар Кей О за отборните титли. След това Острието и Ортън се съсредоточиха върху титлата на Федерацията. Те загубиха мач Тройна Заплаха срещу Шон Майкълс за номер едно предендент за титлата на Федерацията на КечМания 23. На Ответен Удар те се биха в мач фатална четворка срещу Сина и Майкълс, все едно Сина си запази титлата. Отбортт се раздели, след като Острието беше преместен в Разбиване. На Деня на Страшния Съд, Ортън победи Майкълс. Ортън започна вражда с Роб Ван Дам, Рик Светкавицата, Дъсти Роудс и Сержант Слоутър.

### Шампион на Федерацията, Наследниците (2007 – 2011)
На 23 юли Ортън стана номер едно претендент за титлата на Федерацията на Джон Сина. Преди Лятно Тръшване, Ортън нападна Сина три пъти с Ар Кей О. Ортън загуби мача след като Сина го тушира с Ем Ти. На следващата нощ Ортън искаше реванш, но Главния мениджър на Първична сила не му го даде. Тогава той отиде при Г-н Макмеън, който каза, че ще му даде още един шанс, ако се докаже. Същата вечер Ортън нападна Сина по време на мач и ритва баща му в главата. На Непростимо, Ортън спечели мача си чрез дисквалификация след като Сина отказа да спре да налага Ортън. След мача бащата на Сина ритна Ортън в главата. На следващата нощ Ортън победи бащата на Сина чрез дисквалификация и му направи Ар Кей О.
На Без Милост, Г-н Макмеън подари титлата на Федерацията на Ортън, след като Сина получи травма. Ортън загуби титлата от Трите Хикса в първия мач на турнира. В главния мач, Ортън победи Трите Хикса в мач Последен Оцелял, за да си върне титлата.
Ортън тогава отново започна враждата си с Шон Майкълс, който се завърна на 8 октомври и му направи Супер Ритник. На Кибер Неделя, Майкълс победи Ортън чрез дисквалификация. На Сървайвър, Ортън победи Майкълс с Ар Кей О.
Ортън започна вражда с Джеф Харди и го победи на Кралски Грохот. Тогава той отново започна отново враждата си с Джон Сина, който се завърна от травма и спечели Кралското Меле през 2008. На Без Изход, Сина победи Ортън чрез дисквалификация. На КечМания 24, Ортън си запази титлата в Тройна Заплаха срещу Сина и Трите Хикса.
На следващия месец на Ответен Удар, Ортън загуби титлата от Трите Хикса в Елиминациона Фатална четворка, в която също участваха Сина и Джей Би Ел. След като се провали да спечели на Деня на страшния съд. Ортън се изправи срещу Трите Хикса в мач Последен оцелял на Сбиване за една нощ, но загуби и получи травма. По това време Ортън получи прякора Пепелянката.
На 1 септември, Ортън се завърна и започна да критикува всички шампиони включително световните отборни шампиони Коуди Роудс и Тед Дибиаси. Те искаха да спечелят уважението на Ортън. Те успяха да го направят на Непростимо, когато с новия си съотборник Ману нападнаха световния шампион в тежка категория Си Ем Пънк. Ортън се завърна на ринга на 3 ноември и загуби от Пънк чрез дисквалификация, когато Дибиаси се намеси. Тогава Ортън ритна Дибиаси в главата. На 1 декември, Ортън предложи той, Роудс и Ману да създадат отбор. Отборът на име Наследниците дебютира на следващата седмица, като победиха Батиста и Трите Хикса в хандикап мач 3-на-2.
На 25 януари 2009 г. печели Кралското меле. Преди Кеч Мания, Ортън нападна Шейн и Стефани Макмеън. Той предизвика Трите Хикса на мач за титлата на Федерацията на КечМания 25, който загуби. Ортън спечели титлата на Ответен Удар. На Екстремни Правила, той загуби титлата от Батиста в мач с Стоманена Клетка. На следващата нощ Ортън и Наследниците нападнаха Батиста и му счупиха ръката, принудиха го да освободи титлата.
На 15 юни Ортън си върна титлата във Фатална четворка, в която бяха и Трите Хикса, Джон Сина и Грамада. Той загуби титлата от Джон Сина в мач Отказвам се. Той си върна титлата от Сина в мач Ад в Клетка на турнира Ад в Клетка. Ортън загуби титлата отново от Сина в мач Железен мъж.
На 11 януари Ортън спечели Тройна Заплаха, с помощта на Роудс и Дибиаси, за да предизвика Шеймъс на Кралски Грохот за титлата на Федерацията. Ортън загуби чрез дисквалификация, когато Роудс се намеси, след мача Ортън нападна Роудс и Дибиаси. На 15 февруари Ортън загуби реванша, след като отново Наследниците се намесиха. Ортън и Дибиаси участваха в мач в Клетка за Елиминации на турнира Клетка за Елиминация. Дибиаси елиминира Ортън. На следващата нощ, Ортън нападна Роудс и Дибиаси. На КечМания 26, Ортън стана добър за първи път от 2005, и победи Роудс и Дибиаси в Тройна Заплаха.
След като Наследниците се разделиха, Ортън предизвиква Джак Фукльото за Световната титла в тежка категория. По време на номер едно претендент мач за титлата на Федерацията, Острието прави Копие на Ортън и му коства мача. На Отвъд Предел мача между Ортън и Острието свърши с двойно отброяване. През юни Ортън загуби мач Фатална четворка за титлата на Федерацията в която също участваха шампиона Сина, Острието и Шеймъс. На 19 юли Ортън спечели номер едно претендент мач срещу Острието и Крис Джерико, за да предизвика Шеймъс за титлата на Федерацията на Лятно Тръшване. Шеймъс беше дисквалифициран за вкарване на стол в ринга, така даде на Ортън победата, но не и титлата след това, Ортън удари Шеймъс със стола и му направи Ар Кей О.
Ортън победи Джон Сина, Крис Джерико, Уейд Барет, Острието и Шеймъс, за да стане шампион на федерацията за шести път на Нощта на шампионите.
След като си запази титлата срещу Шеймъс на Ад в Клетка, Ортън започна вражда с Уейд Барет, Ортън победи Барет на Bragging Rights и на Сървайвър. След още един мач на 22 ноември, Миз използва Договора в Куфарчето си и бързо победи Ортън за титлата.
Ортън загуби от Миз в мач за титла с маси на МСС: Маси, Стълби и Столове. И отново в обикновен мач през януари 2011 на Кралски Грохот след като Новия Нексъс се намесиха и така започна вражда с Си Ем Пънк.
На следващия месец на Клетка за Елиминация, Ортън загуби номер едно претендент мач за титлата на Федерацията. През следващите три седмици, Ортън ритна и направи травми на всички членове на Новия Нексъс. На КечМания 27, Ортън тушира Пънк след Ар Кей О. На 11 април Новия Нексъс се завърнаха и костваха на Ортън номер едно претендент мач за титлата на Федерацията. Две седмици по-късно, в Жребия 2011, Ортън беше преместен в Разбиване и победи Пънк в мач Последен Оцелял на Екстремни Правила, така свърши враждата му с Новия Нексъс.

### Връщане на Световната титла в тежка категория (2011 – 2013)
На 29 април, Ортън беше в отборен мач с Крисчън срещу Алберто Дел Рио и Бродус Клей. На следващата седмица, Ортън получи шанс срещу световния шампион в тежка категория Крисчън, Ортън успя да победи Крисчън, за да спечели втората си световна титла в тежка категория. На Отвъд Предел и Capitol Punishment, Ортън успя да си запази титлата срещу Крисчън. През юли на Договора в Куфарчето, Ортън се срещна с Крисчън в мач, ако Ортън бъде дисквалифициран ще загуби титлата. Крисчън се изплю в лицето на Ортън, той загуби контрол и го ритна в слабините. След един месец на Лятно Тръшване, Ортън си върна титлата от Крисчън в мач без дисквалификации. Ортън приключи враждата си с Крисчън, когато си запази Световната титла в мач с Стоманена Клетка.
Ортън започна вражда с Марк Хенри, след като Хенри стана номер едно претендент за Световната титла в тежка категория. През следващите няколко седмици Хенри нападаше Ортън. На Нощта на шампионите, Ортън загуби световната титла в тежка категория от Хенри и се провали да си я върне две седмици по-късно на Ад в Клетка. На 14 октомври Ортън получи още един шанс за титлата срещу Хенри, той успя да спечели мача чрез дисквалификация, но не и титлата след намесата на Коуди Роудс. Той победи Роудс на Отмъщение, и на 4 ноември в Разбиване в Уличен бой.
Ортън отново започна враждата си с Уейд Барет, след като двамата бяха наименувани като капитани за традиционен 5-на-5 Сървайвър мач с елиминации. На 11 ноември Ортън загуби мач срещу Барет. На 14 ноември Ортън спечели реванша чрез дисквалификация. Неговият отбор загуби на Сървайвър, като Уейд Барет и Коуди Роудс бяха последните оцелели. Барет тогава започна да напада и разсейва Ортън по време на мачове. На Маси, Стълби и Столове, Ортън победи Барет в мач с маси. Враждата на Барет и Ортън продължи и на 23 ноември, когато се сбиха зад колисите и Ортън направи Ар Кей О на Барет върху кола. Това доведе до Отброявания на Всякаде мач на 30 декември, в който Барет бутна Ортън през изходните стълби. На 27 януари 2012 в Разбиване, Ортън се завърна и нападна Барет. На 3 февруари Ортън победи Барет в мач без дисквалифициране, за да приключат враждата си.
На 14 февруари в Първична сила, Ортън получи контузия, след като световният шампион в тежка категория Даниел Брайън удари Ортън по главата с титлата. Ортън се завърна на 2 март и загуби от Брайън чрез отброяване, след това Кайн се намеси и нападна Ортън. На 5 март, Ортън направи Ар Кей О на Кейн, по-късно Ортън победи Ар Труф. На следващата седмица Ортън прави още едно Ар Кей О на Кейн. На КечМания 28, Ортън е победен от Кейн. В следващото Разбиване, Ортън победи Кейн в мач без дисквалификации и на Екстремни Правила в Отброявания на Всякаде мач.
В Първична сила, партньорът на Ортън, Шеймъс му направи ритник помпа по време на отборен мач срещу Крис Джерико и Алберто Дел Рио. След мача Ортън направи Ар Кей О на Шеймъс и тогава той, Джерико и Дел Рио искаха мач за Световната титла в тежка категория на Шеймъс. На Отвъд Предел, Ортън се провали да спечели титлата, след като Шеймъс тушира Джерико.
На 30 май Световната Федерация обяви, че ще освободят Ортън за 60 дена. Ортън се завърна на 30 юли и победи Хийт Слейтър. Ортън започна вражда с Долф Зиглър. Ортън и Зиглър се биха на Нощта на шампионите, където Ортън победи. На 28 септември Ортън трябваше да се бие с Грамадата в номер едно претендент мач, но беше атакуван от Алберто дел Рио преди мача. Ортън се завърна две седмици по-късно, Ортън се завърна и нападна Дел Рио. Ортън победи Дел Рио на 28 октомври на Ад в Клетка. В шоуто Голямата Атракция, Ортън се съюзи с Рей Мистерио и Син Кара, за да се бият с Дел Рио и Тандема Прайм Тайм. На 6 ноември Ортън победи Дел Рио в мач Отброявания на Всякаде. Ортън отново победи Дел Рио в мач 2-от-3 туша.
На 3 декември Ортън започна вражда с Щит, след като те го нападнаха. На 14 декември, Ортън отново нападнат в съблекалнята от Щит. От това получи травма на рамото. Ортън се завърна на Нова Година, като помогна на Райбак и Шеймъс да нападнат Щит. На 4 януари Ортън обяви, че ще участва в Кралското Меле през 2013. На 11 и 14 януари Ортън беше нападнат от Щит по време на мачове. На 1 февруари Ортън победи Уейд Барет, за да си спечели място в мача Клетка за елиминации. На 17 февруари Клетка за Елиминация, Ортън елиминира Марк Хенри и Крис Джерико преди да бъде елиминиран от Джак Фукьото. Ортън се съюзи с Шеймъс, за да бият срещу Щит. През следващите няколко седмици Ортън и Шеймъс се спасяваха един друг от атаките на Щит и Грамадата. На 15 март на Ортън и Шеймъс им беше позволено да си изберат трети партньор за мач срещу Щит на КечМания 29, те избраха Райбак. Три дена по-късно Райбак беше включен в друг мач на турнира, и остави мястото отворено. По-късно през същата вечер Грамадата спаси двамата от Щит и беше избран като партньор. На 7 април КечМания 29, Ортън, Шеймъс и Грамадата загубиха от Щит и бяха нокаутирани от Грамадата. На следващата вечер Ортън се изправи срещу Шеймъс за мач срещу Грамадата, мачът свърши без победител заради намесата на Грамадата. Ортън и Шеймъс се съюзиха и победиха в хандикап мач срещу Грамадата. На 19 април Ортън и Шеймъс бяха победени от Грамадата и Марк Хенри. На Екстремни Правила, Ортън победи Грамадата в мач с Екстремни Правила. След Екстремни Правила, Ортън стана съотборник на Даниел Брайън. На 14 юни Ортън се съюзи с Брайън и Кейн, за да победят непобедимата серия на Щит. Три дена по-късно на Разплата, Ортън и Брайън се биха срещу Роман Рейнс и Сет Ролинс за Отборните титли, но загубиха. На следващата вечер, Ортън победи Брайън в мач Без дисквалификации. 4 дена по-късно, Ортън беше победен от Брайън чрез отброяване. На следващата седмица, Ортън и Брайън се срещнаха за трети път в мач, но мачът им свърши без победител. По-късно през същата вечер, Брайън победи Ортън в Уличен Бой.

### Началниците (2013 –)
На 14 юли на Договора в Куфарчето, Ортън победи Крисчън, Си Ем Пънк, Даниел Брайън, Роб Ван Дам и Шеймъс, за да спечели мача със стълби за Договора в Куфарчето за титлата на Федерацията. На 18 август Лятно Тръшване, Ортън стана лош след като кешна куфарчето си срещу Даниел Брайън, който току-що спечели титлата на Федерацията и беше нападнат от специалния рефер Трите Хикса. На следващата нощ Ортън беше обявен като лицето на компанията от Винс Макмеън, Трите Хикса и Стефани Макмеън. На 15 септември Нощта на шампионите, Ортън загуби титлата от Брайън, Трите Хикса отне титлата от Брайън и отказа да я върне на Ортън. Ортън и Брайън се биха за овакантената титла на 6 октомври Бойно поле, но мачът свърши без победител след като Грамадата се намеси и нокаутира двамата. На Ад в Клетка, Ортън си върна титлата, след като специалният рефер Шон Майкълс направи супер ритник на Брайън.
На 24 ноември на Сървайвър, след като успешно си запази титлата срещу Грамадата, Ортън беше прекъснат от световния шампион в тежка категория Джон Сина. На следващата нощ, Сина твърдеше, че трябва да има само един шампион, заради това Трите Хикса направи мач на турнира МСС. На 15 декември на МСС, Ортън победи Сина, за да стане първият световен шампион в тежка категория на федерацията и последният световен шампион в тежка категория. Ортън успя да си запази титлата на Кралски Грохот срещу Джон Сина. На 23 февруари на Клетка за Елиминация, Ортън победи Сезаро, Крисчън, Даниел Брайън, Джон Сина и Шеймъс, за да си запази титлата. На 6 април КечМания 30, Ортън загуби титлата от Даниел Брайън в мач Тройна Заплаха, в който също участваше Батиста. На следващата нощ Ортън, Батиста и Кейн нападнаха Брайън преди мача му с Трите Хикса преди Трите Хикса да победи Брайън, Щит нападнаха Трите Хикса, Ортън, Батиста и Кейн. На 14 април Батиста, Трите Хикса и Ренди Ортън нападнаха Щит, те използваха името и песента на Еволюция. На Екстремни Правила и Разплата, Еволюция бяха победени от Щит. На 9 юни Началниците включиха Ортън в мача със стълби за овакантената Световна титла в тежка категория на Федерацията на Договора в Куфарчето през 2014, но Ортън се провали да спечели титлата. На 21 юли Ролман Рейнс нападна Ортън, на следващата седмица, Ортън брутално нападна Рейнс и го предизвика на мач на Лятно Тръшване. На турнира, Ортън беше победен, след като Рейнс се повдигна от Ар Кей О и направи Копие на Ортън за победата.

## В кеча
Завършващи хватки:
- Ар Кей О – 2003 –
- Ритник в Главата – 2007 – 2012

Ключови хватки:
- Саблен удар в уптегача
- Падащ лист
- Европейски ъперкът
- Врътотрошач
- Грабнакотрошач
- Удар с коляно
- Лу Тез преса последвано от удари по лицето
- Настъпването на Гарвин
- Суперплекс
- Олимпийско тръшване
- Де Де Те от въжетата
- Силово тръшване
- Вратотрошач със завъртане

Мениджъри:
- Рик Светкавицата
- Каубой Боб Ортън
- Лита
- Стейси Киблър
- Трите Хикса

Прякори:
- Убиецът на Легенди
- Пепелянката
- Върховният Хищник

Интро песни:
- Blasting от Джим Джонстън (25 април 2002 – 3 февруари 2003)
- Evolve от Джим Джонстън (10 февруари 2003 – 16 юни 2003)
- Line in the Sand от Motorhead (14 юли 2003 – 23 август 2004, и от 14 април 2014 г., използвана като член на Еволюция)
- The Fire Burns от Killswich Engage (3 март 2006)
- Burn in My Light от Mercy Driver (30 август 2004 – 5 май 2008)
- Mataligus и Burn in My Light от Джим Джонстън (2 октомври 2006 – 27 април 2007, използвана като част от Категоризирано-Ар Кей О)
- Voices от Рев Тревъри (12 май 2008 – )
- Voices (с Burn in My Light интро) от Mercy Driver и Рекс Теори (6 април 2014, КечМания 30)

## Титли и постижения
- Ohio Valley Wrestling
  - Хардкор шампион на OVW (2 пъти)
- Pro Wrestling Illustrated
  - Вражда на годината (2009) срещу Трите Хикса
  - Най-мразеният Кечист на годината (2007, 2009)
  - Най-добър Кечист на годината (2004)
  - Най-популярният Кечист на годината (2010)
  - Новобранец на годината (2001)
  - Кечист на годината (2009, 2010)
  - PWI го класира като No. 1 от топ 500 единични кечисти на PWI през 2008
- World Wrestling Entertainment/WWE
  - Световен шампион в Тежка Категория (4 пъти)
  - Световен отборен шампион (1 път) – с Острието
  - Шампион на WWE (10 пъти)
  - Интерконтинентален шампион на WWE (1 път)
  - Шампион на Съединените щати на WWE (1 път)
  - Отборен шампион на „Разбиване“ (1 път) – с Брей Уайът и Лук Харпър
  - Г-н „Договора в Куфарчето“ (2013)
  - Кралско меле (2009, 2017)
  - Седемнадесети шампион Тройна Корона
  - Слами награди за Хеш маркерът на годината (2014) – #RKOOuttaNowhere
- Wrestling Observer Newsletter
  - Най-добрият (2004)
  - Най-надценен (2013)